# Campeonato Mundial de Piragüismo en Aguas Bravas
El Campeonato Mundial de Piragüismo en Aguas Bravas es la máxima competición de piragüismo en aguas bravas. Es organizado desde 1959 por la Federación Internacional de Piragüismo.

## Ediciones
| N.º    | Año  | Sede                   | País                 |
| ------ | ---- | ---------------------- | -------------------- |
| I      | 1959 | Treignac               | Francia              |
| II     | 1961 | Hainsberg              | RDA                  |
| III    | 1963 | Spittal                | Austria              |
| IV     | 1965 | Spittal                | Austria              |
| V      | 1967 | Špindlerův Mlýn        | Checoslovaquia       |
| VI     | 1969 | Bourg-Saint-Maurice    | Francia              |
| VII    | 1971 | Merano                 | Italia               |
| VIII   | 1973 | Muotathal              | Suiza                |
| IX     | 1975 | Skopie                 | Yugoslavia           |
| X      | 1977 | Spittal                | Austria              |
| XI     | 1979 | Desbiens               | Canadá               |
| XII    | 1981 | Bala                   | Reino Unido          |
| XIII   | 1983 | Merano                 | Italia               |
| XIV    | 1985 | Garmisch-Partenkirchen | RFA                  |
| XV     | 1987 | Bourg-Saint-Maurice    | Francia              |
| XVI    | 1989 | Río Savage             | Estados Unidos       |
| XVII   | 1991 | Bovec                  | Yugoslavia           |
| XVIII  | 1993 | Mezzana                | Italia               |
| XIX    | 1995 | Bala                   | Reino Unido          |
| XX     | 1996 | Landeck                | Austria              |
| XXI    | 1998 | Garmisch-Partenkirchen | Alemania             |
| XXII   | 2000 | Treignac               | Francia              |
| XXIII  | 2002 | Valsesia               | Italia               |
| XXIV   | 2004 | Garmisch-Partenkirchen | Alemania             |
| XXV    | 2006 | Karlovy Vary           | República Checa      |
| XXVI   | 2008 | Valsesia               | Italia               |
| XXVII  | 2010 | Sort                   | España               |
| XXVIII | 2012 | Mâcot-la-Plagne        | Francia              |
| XXIX   | 2013 | Solkan                 | Eslovenia            |
| XXX    | 2014 | Valtelina              | Italia               |
| XXXI   | 2015 | Viena                  | Austria              |
| XXXII  | 2016 | Bania Luka             | Bosnia y Herzegovina |
| XXXIII | 2017 | Pau                    | Francia              |
| XXXIV  | 2018 | Muotathal              | Suiza                |
| XXXV   | 2019 | Seo de Urgel           | España               |
| XXXVI  | 2021 | Bratislava             | Eslovaquia           |
| XXXVII | 2022 | Treignac               | Francia              |

## Medallero histórico
- Actualizado hasta Treignac 2022.[1]

| Núm. | País            | Oro | Plata | Bronce | Total |
| ---- | --------------- | --- | ----- | ------ | ----- |
| 1    | Francia         | 131 | 110   | 89     | 330   |
| 2    | Alemania        | 91  | 108   | 95     | 294   |
| 3    | República Checa | 54  | 62    | 61     | 177   |
| 4    | Italia          | 21  | 25    | 31     | 77    |
| 5    | Eslovenia       | 19  | 18    | 21     | 58    |
| 6    | Austria         | 12  | 15    | 9      | 36    |
| 7    | Eslovaquia      | 12  | 9     | 7      | 28    |
| 8    | Croacia         | 11  | 8     | 5      | 24    |
| 9    | Bélgica         | 8   | 3     | 4      | 15    |
| 10   | Reino Unido     | 5   | 7     | 18     | 30    |
| 11   | Serbia          | 4   | 7     | 6      | 17    |
| 12   | Estados Unidos  | 4   | 4     | 8      | 16    |
| 13   | Suiza           | 3   | 10    | 26     | 39    |
| 14   | Nueva Zelanda   | 1   | 0     | 0      | 1     |
|      | TOTAL           | 386 | 386   | 380    | 1152  |

1. ↑  Incluye las medallas de la RFA y la RDA.
2. ↑  Incluye las medallas de Checoslovaquia.
3. ↑  Incluye las medallas de la R.F.S. de Yugoslavia.